# Plagiochilidium bidentulum
Plagiochilidium bidentulum là một loài rêu tản trong họ Plagiochilaceae. Loài này được (Stephani) Grolle miêu tả khoa học lần đầu tiên năm 1988.